# Komušín
Komušín je vesnice, část města Horažďovice v okrese Klatovy v Plzeňském kraji. Nachází se asi 6,5 kilometru severovýchodně od Horažďovic. Komušín je také název katastrálního území o rozloze 5,22 km².

## Historie
První písemná zmínka o vesnici pochází z roku 1399.

## Obyvatelstvo
| Rok            | 1869 | 1880 | 1890 | 1900 | 1910 | 1921 | 1930 | 1950 | 1961 | 1970 | 1980 | 1991 | 2001 | 2011 | 2021 |
| -------------- | ---- | ---- | ---- | ---- | ---- | ---- | ---- | ---- | ---- | ---- | ---- | ---- | ---- | ---- | ---- |
| Počet obyvatel | 423  | 415  | 378  | 357  | 350  | 372  | 341  | 243  | 240  | 209  | 155  | 131  | 98   | 100  | 82   |
| Počet domů     | 55   | 63   | 63   | 68   | 67   | 65   | 67   | 67   | 64   | 57   | 51   | 61   | 60   | 63   | 65   |

## Obecní správa
Při sčítání lidu v letech 1850–1976 Komušín byl samostatnou obcí, se kterým patřil nejprve do okresu Strakonice, ale v roce 1950 v okrese Horažďovice a od roku 1960 v okrese Klatovy. Od 30. dubna 1976 do 30. června 1980 byl částí obce Svéradice v okrese Klatovy. Od 1. července 1980 je částí města Horažďovice v okrese Klatovy. Poté se Svéradice opět osamostatnily, ale Komušín již zůstal součástí Horažďovic. V letech 1961–1976 k obci patřily Slivonice.

## Pamětihodnosti
- Kaplička